# Campeonato Europeu de Hóquei em Patins
O Campeonato Europeu de Hóquei em Patins é a principal competição de Hóquei em Patins seleções europeias doe Hóquei em Patins.
Acontece a cada dois anos desde 1957, excluindo entre 1987 e 1990 onde os anos foram alterados para par. 
Chegou a ser disputado simultaneamente como Campeonato do Mundo em 1936 e entre 1939 e 1956. É organizado pela World Skate Europe – Rink Hockey.
Os países participantes classificam-se automaticamente sem qualquer qualificação. 
O torneio tem mudado de formato constantemente sendo disputado atualmente através de uma fase de grupos seguida de eliminatórias.
A Inglaterra ganhou as primeiras 12 edições da competição, a Itália triunfou por três vezes e a Espanha e Portugal dominam a competição desde 1947, repartindo 40 títulos respetivamente. 
A equipa com mais edições conquistadas é Portugal, com 21 títulos no seu palmarés. Espanha conta com 19 títulos.

## Histórico
| Prova disputada em campeonato    | Prova disputada em campeonato | Prova disputada em campeonato | Prova disputada em campeonato | Prova disputada em campeonato | Prova disputada em campeonato | Prova disputada em campeonato | Prova disputada em campeonato | Prova disputada em campeonato | Prova disputada em campeonato | Prova disputada em campeonato | Prova disputada em campeonato |
| -------------------------------- | ----------------------------- | ----------------------------- | ----------------------------- | ----------------------------- | ----------------------------- | ----------------------------- | ----------------------------- | ----------------------------- | ----------------------------- | ----------------------------- | ----------------------------- |
| Ano                              | Local                         |                               | Vencedor                      | Vencedor                      | 2º lugar                      | 2º lugar                      |                               | 3º lugar                      | 3º lugar                      | 4º lugar                      | 4º lugar                      |
| 1926 Detalhes                    | Herne Bay                     | Inglaterra                    | Inglaterra                    | França                        | França                        | Alemanha                      | Alemanha                      | Suíça                         | Suíça                         |                               |                               |
| 1927 Detalhes                    | Montreux                      | Inglaterra                    | Inglaterra                    | França                        | França                        | Suíça                         | Suíça                         | Alemanha                      | Alemanha                      |                               |                               |
| 1928 Detalhes                    | Herne Bay                     | Inglaterra                    | Inglaterra                    | França                        | França                        | Suíça                         | Suíça                         | Alemanha                      | Alemanha                      |                               |                               |
| 1929 Detalhes                    | Montreux                      | Inglaterra                    | Inglaterra                    | Itália                        | Itália                        | França                        | França                        | Alemanha                      | Alemanha                      |                               |                               |
| 1930 Detalhes                    | Herne Bay                     | Inglaterra                    | Inglaterra                    | França                        | França                        | Alemanha                      | Alemanha                      | Suíça                         | Suíça                         |                               |                               |
| 1931 Detalhes                    | Montreux                      | Inglaterra                    | Inglaterra                    | França                        | França                        | Suíça                         | Suíça                         | Itália                        | Itália                        |                               |                               |
| 1932 Detalhes                    | Herne Bay                     | Inglaterra                    | Inglaterra                    | Alemanha                      | Alemanha                      | França                        | França                        | Portugal                      | Portugal                      |                               |                               |
| 1934 Detalhes                    | Herne Bay                     | Inglaterra                    | Inglaterra                    | Alemanha                      | Alemanha                      | Suíça                         | Suíça                         | Itália                        | Itália                        |                               |                               |
| 1936* Detalhes                   | Estugarda                     | Inglaterra                    | Inglaterra                    | Itália                        | Itália                        | Portugal                      | Portugal                      | Suíça                         | Suíça                         |                               |                               |
| 1937 Detalhes                    | Herne Bay                     | Inglaterra                    | Inglaterra                    | Suíça                         | Suíça                         | Portugal                      | Portugal                      | Itália                        | Itália                        |                               |                               |
| 1938 Detalhes                    | Antuérpia                     | Inglaterra                    | Inglaterra                    | Itália                        | Itália                        | Bélgica                       | Bélgica                       | Portugal                      | Portugal                      |                               |                               |
| 1939* Detalhes                   | Montreux                      | Inglaterra                    | Inglaterra                    | Itália                        | Itália                        | Portugal                      | Portugal                      | Bélgica                       | Bélgica                       |                               |                               |
| 1947* Detalhes                   | Lisboa                        | Portugal                      | Portugal                      | Bélgica                       | Bélgica                       | Espanha                       | Espanha                       | Itália                        | Itália                        |                               |                               |
| 1948* Detalhes                   | Montreux                      | Portugal                      | Portugal                      | Inglaterra                    | Inglaterra                    | Itália                        | Itália                        | Espanha                       | Espanha                       |                               |                               |
| 1949* Detalhes                   | Lisboa                        | Portugal                      | Portugal                      | Espanha                       | Espanha                       | Itália                        | Itália                        | Bélgica                       | Bélgica                       |                               |                               |
| 1950* Detalhes                   | Milão                         | Portugal                      | Portugal                      | Itália                        | Itália                        | Suíça                         | Suíça                         | Espanha                       | Espanha                       |                               |                               |
| 1951* Detalhes                   | Barcelona                     | Espanha                       | Espanha                       | Portugal                      | Portugal                      | Itália                        | Itália                        | Bélgica                       | Bélgica                       |                               |                               |
| 1952* Detalhes                   | Porto                         | Portugal                      | Portugal                      | Itália                        | Itália                        | Espanha                       | Espanha                       | Bélgica                       | Bélgica                       |                               |                               |
| 1953* Detalhes                   | Genebra                       | Itália                        | Itália                        | Portugal                      | Portugal                      | Espanha                       | Espanha                       | Suíça                         | Suíça                         |                               |                               |
| 1954* Detalhes                   | Barcelona                     | Espanha                       | Espanha                       | Portugal                      | Portugal                      | Itália                        | Itália                        | Bélgica                       | Bélgica                       |                               |                               |
| 1955* Detalhes                   | Milão                         | Espanha                       | Espanha                       | Itália                        | Itália                        | Portugal                      | Portugal                      | Suíça                         | Suíça                         |                               |                               |
| 1956* Detalhes                   | Porto                         | Portugal                      | Portugal                      | Espanha                       | Espanha                       | Itália                        | Itália                        | Alemanha                      | Alemanha                      |                               |                               |
| 1957 Detalhes                    | Barcelona                     | Espanha                       | Espanha                       | Portugal                      | Portugal                      | Itália                        | Itália                        | Inglaterra                    | Inglaterra                    |                               |                               |
| 1959 Detalhes                    | Genebra                       | Portugal                      | Portugal                      | Espanha                       | Espanha                       | Itália                        | Itália                        | Inglaterra                    | Inglaterra                    |                               |                               |
| 1961 Detalhes                    | Turim                         | Portugal                      | Portugal                      | Espanha                       | Espanha                       | Itália                        | Itália                        | Países Baixos                 | Países Baixos                 |                               |                               |
| 1963 Detalhes                    | Porto                         | Portugal                      | Portugal                      | Espanha                       | Espanha                       | Países Baixos                 | Países Baixos                 | Suíça                         | Suíça                         |                               |                               |
| 1965 Detalhes                    | Lisboa                        | Portugal                      | Portugal                      | Espanha                       | Espanha                       | Itália                        | Itália                        | Países Baixos                 | Países Baixos                 |                               |                               |
| 1967 Detalhes                    | Bilbau                        | Portugal                      | Portugal                      | Espanha                       | Espanha                       | Países Baixos                 | Países Baixos                 | Itália                        | Itália                        |                               |                               |
| 1969 Detalhes                    | Lausanne                      | Espanha                       | Espanha                       | Portugal                      | Portugal                      | Países Baixos                 | Países Baixos                 | Suíça                         | Suíça                         |                               |                               |
| 1971 Detalhes                    | Lisboa                        | Portugal                      | Portugal                      | Espanha                       | Espanha                       | Itália                        | Itália                        | Alemanha                      | Alemanha                      |                               |                               |
| 1973 Detalhes                    | Iserlohn                      | Portugal                      | Portugal                      | Espanha                       | Espanha                       | Alemanha                      | Alemanha                      | Itália                        | Itália                        |                               |                               |
| 1975 Detalhes                    | Viareggio                     | Portugal                      | Portugal                      | Espanha                       | Espanha                       | Itália                        | Itália                        | Alemanha                      | Alemanha                      |                               |                               |
| 1977 Detalhes                    | Barcelos                      | Portugal                      | Portugal                      | Espanha                       | Espanha                       | Itália                        | Itália                        | Alemanha                      | Alemanha                      |                               |                               |
| 1979 Detalhes                    | Barcelona                     | Espanha                       | Espanha                       | Portugal                      | Portugal                      | Itália                        | Itália                        | Países Baixos                 | Países Baixos                 |                               |                               |
| 1981 Detalhes                    | Essen                         | Espanha                       | Espanha                       | Portugal                      | Portugal                      | Itália                        | Itália                        | Países Baixos                 | Países Baixos                 |                               |                               |
| 1983 Detalhes                    | Vercelli                      | Espanha                       | Espanha                       | Portugal                      | Portugal                      | Itália                        | Itália                        | Países Baixos                 | Países Baixos                 |                               |                               |
| 1985 Detalhes                    | Barcelos                      | Espanha                       | Espanha                       | Itália                        | Itália                        | Portugal                      | Portugal                      | Países Baixos                 | Países Baixos                 |                               |                               |
| 1987 Detalhes                    | Oviedo                        | Portugal                      | Portugal                      | Espanha                       | Espanha                       | Itália                        | Itália                        | Alemanha                      | Alemanha                      |                               |                               |
| 1990 Detalhes                    | Lodi                          | Itália                        | Itália                        | Espanha                       | Espanha                       | Portugal                      | Portugal                      | Países Baixos                 | Países Baixos                 |                               |                               |
| 1992 Detalhes                    | Wuppertal                     | Portugal                      | Portugal                      | Itália                        | Itália                        | Espanha                       | Espanha                       | Alemanha                      | Alemanha                      |                               |                               |
| Prova disputada em eliminatórias |                               |                               |                               |                               |                               |                               |                               |                               |                               |                               |                               |
| Edição                           | Local                         |                               | Final                         | Final                         | Final                         | Final                         |                               | Decisão do 3º lugar           | Decisão do 3º lugar           | Decisão do 3º lugar           | Decisão do 3º lugar           |
| Edição                           | Local                         | Vencedor                      | Resultado                     | Resultado                     | Finalista                     | Terceiro lugar                | Resultado                     | Resultado                     | Quarto lugar                  |                               |                               |
| 1994 Detalhes                    | Funchal                       | Portugal                      | 3 – 1                         | 3 – 1                         | Espanha                       | Itália                        | 3 – 0                         | 3 – 0                         | Suíça                         |                               |                               |
| Prova disputada em campeonato    |                               |                               |                               |                               |                               |                               |                               |                               |                               |                               |                               |
| Edição                           | Local                         |                               | Vencedor                      | Vencedor                      | Finalista                     | Finalista                     |                               | Terceiro lugar                | Terceiro lugar                | Quarto lugar                  | Quarto lugar                  |
| 1996 Detalhes                    | Salsomaggiore                 | Portugal                      | Portugal                      | Itália                        | Itália                        | Espanha                       | Espanha                       | Suíça                         | Suíça                         |                               |                               |
| Prova disputada em eliminatórias |                               |                               |                               |                               |                               |                               |                               |                               |                               |                               |                               |
| Edição                           | Local                         |                               | Final                         | Final                         | Final                         | Final                         |                               | Decisão do 3º lugar           | Decisão do 3º lugar           | Decisão do 3º lugar           | Decisão do 3º lugar           |
| Edição                           | Local                         | Vencedor                      | Resultado                     | Resultado                     | Finalista                     | Terceiro lugar                | Resultado                     | Resultado                     | Quarto lugar                  |                               |                               |
| 1998 Detalhes                    | Paços de Ferreira             | Portugal                      | 1 – 1 ap (1 – 0 gp)           | 1 – 1 ap (1 – 0 gp)           | Espanha                       | Itália                        | 10 – 2                        | 10 – 2                        | Suíça                         |                               |                               |
| 2000 Detalhes                    | Wimmis                        | Espanha                       | 6 – 3                         | 6 – 3                         | Portugal                      | Itália                        | 4 – 0                         | 4 – 0                         | França                        |                               |                               |
| 2002 Detalhes                    | Florença                      | Espanha                       | 4 – 2                         | 4 – 2                         | Portugal                      | Itália                        | 4 – 3                         | 4 – 3                         | França                        |                               |                               |
| 2004 Detalhes                    | La Roche-sur-Yon              | Espanha                       | 4 – 2                         | 4 – 2                         | Itália                        | Portugal                      | 2 – 1                         | 2 – 1                         | Suíça                         |                               |                               |
| 2006 Detalhes                    | Monza                         | Espanha                       | 2 – 0                         | 2 – 0                         | Suíça                         | Portugal                      | 5 – 4                         | 5 – 4                         | Itália                        |                               |                               |
| 2008 Detalhes                    | Oviedo                        | Espanha                       | 1 – 0                         | 1 – 0                         | Portugal                      | Itália                        | 4 – 3                         | 4 – 3                         | França                        |                               |                               |
| 2010 Detalhes                    | Wuppertal                     | Espanha                       | 8 – 2                         | 8 – 2                         | Portugal                      | França                        | 1 – 1 ap (2 – 0 gp)           | 1 – 1 ap (2 – 0 gp)           | Alemanha                      |                               |                               |
| Prova disputada em campeonato    |                               |                               |                               |                               |                               |                               |                               |                               |                               |                               |                               |
| Edição                           | Local                         |                               | Vencedor                      | Vencedor                      | Finalista                     | Finalista                     |                               | Terceiro lugar                | Terceiro lugar                | Quarto lugar                  | Quarto lugar                  |
| 2012 Detalhes                    | Paredes                       | Espanha                       | Espanha                       | Portugal                      | Portugal                      | Itália                        | Itália                        | França                        | França                        |                               |                               |
| 2014 Detalhes                    | Alcobendas                    | Itália                        | Itália                        | Espanha                       | Espanha                       | Portugal                      | Portugal                      | Alemanha                      | Alemanha                      |                               |                               |
| Prova disputada em eliminatórias |                               |                               |                               |                               |                               |                               |                               |                               |                               |                               |                               |
| Edição                           | Local                         |                               | Final                         | Final                         | Final                         | Final                         |                               | Decisão do Terceiro lugar     | Decisão do Terceiro lugar     | Decisão do Terceiro lugar     | Decisão do Terceiro lugar     |
| Edição                           | Local                         | Vencedor                      | Resultado                     | Resultado                     | Finalista                     | Terceiro lugar                | Resultado                     | Resultado                     | Quarto lugar                  |                               |                               |
| 2016 Detalhes                    | Oliveira de Azeméis           | Portugal                      | 6 – 2                         | 6 – 2                         | Itália                        | Espanha                       | 7 – 1                         | 7 – 1                         | Suíça                         |                               |                               |
| 2018 Detalhes                    | Corunha                       | Espanha                       | 6 – 3                         | 6 – 3                         | Portugal                      | Itália                        | 5 – 2                         | 5 – 2                         | França                        |                               |                               |
| 2021 Detalhes                    | Paredes                       | Espanha                       | 2 – 1 (a.p.)                  | 2 – 1 (a.p.)                  | França                        | Portugal e Itália             | Portugal e Itália             | Portugal e Itália             | Portugal e Itália             |                               |                               |
| 2023 Detalhes                    | Sant Sadurní d'Anoia          | Espanha                       | 4 – 2                         | 4 – 2                         | Portugal                      | Itália                        | 6 – 5                         | 6 – 5                         | França                        |                               |                               |

* Também considerado Campeão do Mundo.

### Tabela das Medalhas
| Ordem | País          | Medalha de ouro | Medalha de prata | Medalha de bronze | Total |
| ----- | ------------- | --------------- | ---------------- | ----------------- | ----- |
| 1     | Portugal      | 21              | 15               | 9                 | 45    |
| 2     | Espanha       | 19              | 16               | 6                 | 41    |
| 3     | Inglaterra    | 12              | 1                | 0                 | 13    |
| 4     | Itália        | 3               | 12               | 23                | 38    |
| 5     | França        | 0               | 6                | 3                 | 9     |
| 6     | Suíça         | 0               | 2                | 4                 | 6     |
| 7     | Alemanha      | 0               | 2                | 4                 | 6     |
| 8     | Bélgica       | 0               | 1                | 1                 | 2     |
| 9     | Países Baixos | 0               | 0                | 4                 | 4     |

## Participações
| País          | Participação | Última Participação | Melhores Resultados |
| ------------- | ------------ | ------------------- | --- |
| França        | 54ª          | 2023                | Vice-campeão (1926, 1927, 1928, 1930, 1931, 2021)                                                                                      |
| Suíça         | 54ª          | 2023                | Vice-campeão (1937, 2006) |
| Itália        | 53ª          | 2023                | Campeão (1953, 1990, 2014) |
| Inglaterra    | 53ª          | 2023                | Campeão (1926, 1927, 1928, 1929, 1930, 1931, 1932, 1934, 1936, 1937, 1938, 1939)                                                       |
| Alemanha      | 50ª          | 2021                | Vice-campeão (1932, 1934) |
| Portugal      | 50ª          | 2023                | Campeão (1947, 1948, 1949, 1950, 1952, 1956, 1959, 1961, 1963, 1965, 1967, 1971, 1973, 1975, 1977, 1987, 1992, 1994, 1996, 1998, 2016) |
| Espanha       | 42ª          | 2023                | Campeão (1951, 1954, 1955, 1957, 1969, 1979, 1981, 1983, 1985, 2000, 2002, 2004, 2006, 2008, 2010, 2012, 2018, 2021, 2023)             |
| Bélgica       | 39ª          | 2018                | Vice-campeão (1947) |
| Países Baixos | 33ª          | 2018                | 3º Lugar (1963, 1967 , 1969, 1981) |
| Áustria       | 8ª           | 2018                | 8º Lugar (2010, 2016 ) |
| Andorra       | 5ª           | 2021                | 6º Lugar (2018, 2021) |
| Irlanda       | 5ª           | 1994                | 10º Lugar (1951) |
| Dinamarca     | 5ª           | 1955                | 10º Lugar (1952) |
| Noruega       | 4ª           | 1959                | 10º Lugar (1959) |
| Jugoslávia    | 2ª           | 1961                | 9º Lugar (1961) |
| Suécia        | 1ª           | 1998                | 10º Lugar (1998) |
| Rússia        | 1ª           | 1994                | 12º Lugar (1994) |